# Arkas Spor Kulübü 2019-2020 (pallavolo maschile)
Questa voce raccoglie le informazioni riguardanti l'Arkas Spor Kulübü nelle competizioni ufficiali della stagione 2019-2020.

## Organigramma societario
Area direttiva
- Presidente: Lucien Arkas

Area tecnica
- Allenatore: Glenn Hoag
- Allenatore in seconda: Atilla Öztire
- Scoutman: Sedat Şanlı

## Rosa
| N° | Nome             | Ruolo | Data di nascita   | Nazionalità sportiva |
| -- | ---------------- | ----- | ----------------- | -------------------- |
| 1  | Efe Mandıracı    | S     | 1º aprile 2002    | Turchia              |
| 2  | İlker Esin       | P     | 14 gennaio 2001   | Turchia              |
| 3  | Halit Kurtuluş   | C     | 26 giugno 2002    | Turchia              |
| 4  | Burak Güngör     | S     | 28 luglio 1993    | Turchia              |
| 5  | Marko Matić      | C     | 22 maggio 1995    | Turchia              |
| 7  | Osman Durmaz     | C     | 9 settembre 1996  | Turchia              |
| 8  | Burak Çevik      | S     | 14 febbraio 1997  | Turchia              |
| 9  | Jay Blankenau    | P     | 27 settembre 1989 | Canada               |
| 10 | Mustafa Koç      | C     | 23 febbraio 1992  | Turchia              |
| 11 | Yiğit Gülmezoğlu | S     | 28 dicembre 1995  | Turchia              |
| 12 | Adis Lagumdžija  | O     | 19 marzo 1999     | Turchia              |
| 13 | João Paulo Bravo | L     | 7 gennaio 1979    | Brasile              |
| 14 | Mirza Lagumdžija | S     | 18 maggio 2001    | Turchia              |
| 15 | Caner Ergül      | L     | 31 luglio 1994    | Turchia              |
| 17 | Muhammet Kaya    | P     | 7 febbraio 1995   | Turchia              |
| 20 | Mustafa Cengiz   | C     | 29 maggio 1998    | Turchia              |

## Statistiche

### Statistiche di squadra
| Competizione     | Punti | In casa | In casa | In casa | In trasferta | In trasferta | In trasferta | Totale | Totale | Totale |
| Competizione     | Punti | G       | V       | P       | G            | V            | P            | G      | V      | P      |
| ---------------- | ----- | ------- | ------- | ------- | ------------ | ------------ | ------------ | ------ | ------ | ------ |
| Efeler Ligi      | 50    | 11      | 8       | 3       | 11           | 8            | 3            | 22     | 16     | 6      |
| Coppa di Turchia | -     | -       | -       | -       | -            | -            | -            | -      | -      | -      |
| Coppa CEV        | -     | 3       | 2       | 1       | 3            | 2            | 1            | 6      | 4      | 2      |
| Totale           | -     |         |         |         |              |              |              |        |        |        |

G = partite giocate; V = partite vinte; P = partite perse

### Statistiche dei giocatori
| Giocatore     | Campionato | Campionato | Campionato | Campionato | Campionato | Coppa di Turchia | Coppa di Turchia | Coppa di Turchia | Coppa di Turchia | Coppa di Turchia | Coppa CEV | Coppa CEV | Coppa CEV | Coppa CEV | Coppa CEV | Totale | Totale | Totale | Totale | Totale |
| Giocatore     | P          | PT         | AV         | MV         | BV         | P                | PT               | AV               | MV               | BV               | P         | PT        | AV        | MV        | BV        | P      | PT     | AV     | MV     | BV     |
| ------------- | ---------- | ---------- | ---------- | ---------- | ---------- | ---------------- | ---------------- | ---------------- | ---------------- | ---------------- | --------- | --------- | --------- | --------- | --------- | ------ | ------ | ------ | ------ | ------ |
| J. Blankenau  | 21         | 58         | 31         | 18         | 9          | -                | -                | -                | -                | -                | 6         | 18        | 8         | 2         | 8         | 27     | 76     | 39     | 20     | 17     |
| J.P. Bravo    | 22         | 0          | 0          | 0          | 0          | -                | -                | -                | -                | -                | 6         | 0         | 0         | 0         | 0         | 28     | 0      | 0      | 0      | 0      |
| M. Cengiz     | 17         | 95         | 46         | 40         | 9          | -                | -                | -                | -                | -                | 4         | 25        | 9         | 12        | 4         | 21     | 120    | 55     | 52     | 13     |
| B. Çevik      | 10         | 17         | 14         | 1          | 2          | -                | -                | -                | -                | -                | 2         | 3         | 2         | 0         | 1         | 12     | 20     | 16     | 1      | 3      |
| O. Durmaz     | 0          | 0          | 0          | 0          | 0          | -                | -                | -                | -                | -                | -         | -         | -         | -         | -         | 0      | 0      | 0      | 0      | 0      |
| C. Ergül      | 13         | 0          | 0          | 0          | 0          | -                | -                | -                | -                | -                | 5         | 0         | 0         | 0         | 0         | 18     | 0      | 0      | 0      | 0      |
| İ. Esin       | 0          | 0          | 0          | 0          | 0          | -                | -                | -                | -                | -                | -         | -         | -         | -         | -         | 0      | 0      | 0      | 0      | 0      |
| Y. Gülmezoğlu | 22         | 300        | 227        | 41         | 32         | -                | -                | -                | -                | -                | 6         | 71        | 52        | 9         | 10        | 28     | 371    | 279    | 50     | 42     |
| B. Güngör     | 21         | 217        | 167        | 26         | 24         | -                | -                | -                | -                | -                | 6         | 67        | 54        | 7         | 6         | 27     | 284    | 221    | 33     | 30     |
| M. Kaya       | 19         | 13         | 3          | 3          | 7          | -                | -                | -                | -                | -                | 6         | 2         | 1         | 1         | 0         | 25     | 15     | 4      | 4      | 7      |
| M. Koç        | 21         | 197        | 135        | 55         | 7          | -                | -                | -                | -                | -                | 6         | 52        | 37        | 12        | 3         | 27     | 249    | 172    | 67     | 10     |
| H. Kurtuluş   | 0          | 0          | 0          | 0          | 0          | -                | -                | -                | -                | -                | 0         | 0         | 0         | 0         | 0         | 0      | 0      | 0      | 0      | 0      |
| A. Lagumdžija | 22         | 466        | 385        | 42         | 39         | -                | -                | -                | -                | -                | 6         | 114       | 94        | 12        | 8         | 28     | 580    | 479    | 54     | 47     |
| M. Lagumdžija | 18         | 16         | 11         | 2          | 3          | -                | -                | -                | -                | -                | 6         | 7         | 6         | 1         | 0         | 24     | 23     | 17     | 3      | 3      |
| E. Mandıracı  | 4          | 25         | 23         | 1          | 1          | -                | -                | -                | -                | -                | 2         | 22        | 18        | 2         | 2         | 6      | 47     | 41     | 3      | 3      |
| M. Matić      | 9          | 61         | 39         | 17         | 5          | -                | -                | -                | -                | -                | 4         | 26        | 18        | 5         | 3         | 13     | 87     | 57     | 22     | 8      |

P = presenze; PT = punti totali; AV = attacchi vincenti; MV = muri vincenti; BV = battute vincenti